# Volontaires royalistes

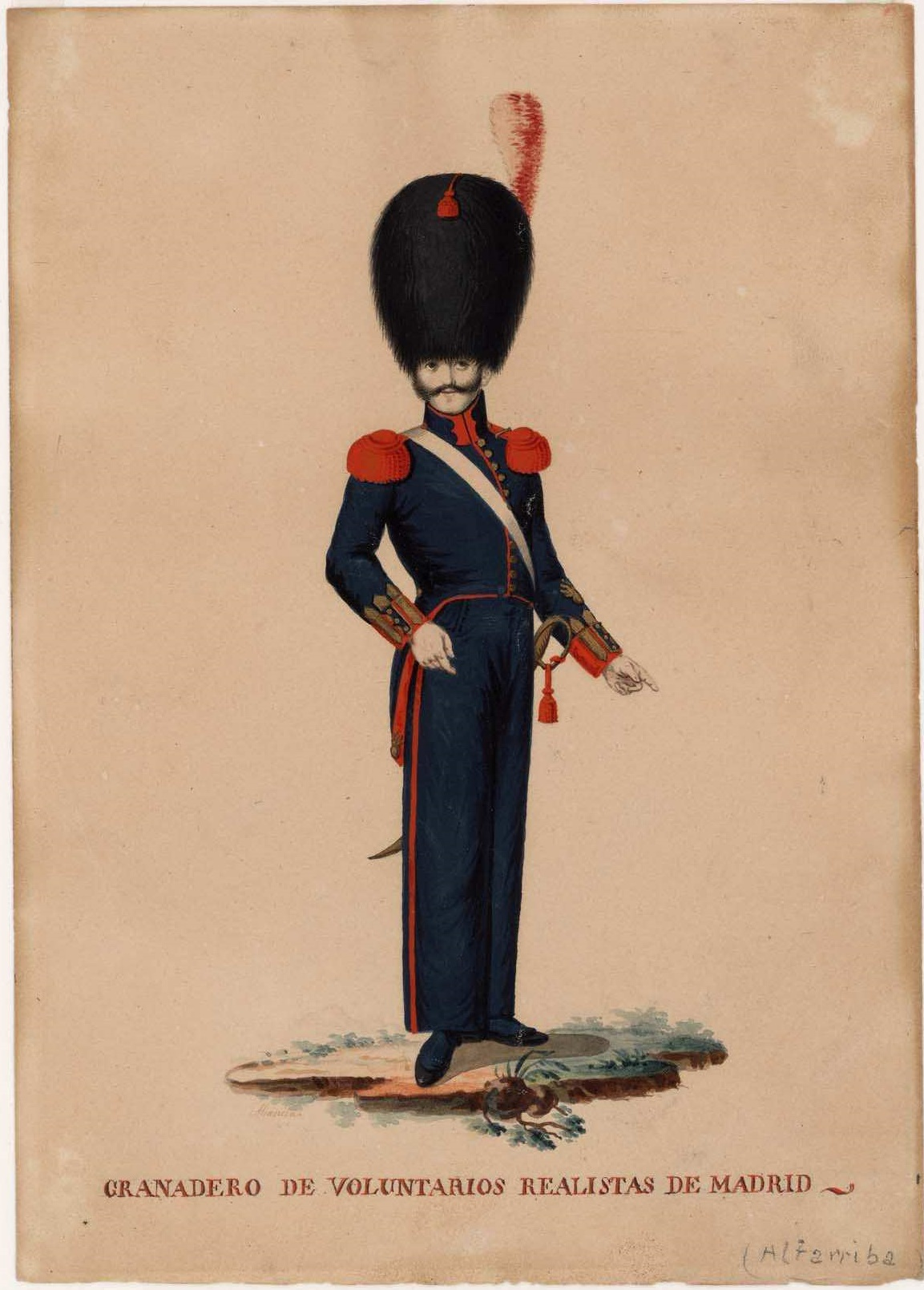
Grenadier des volontaires royalistes de Madrid, dessin de José Altarribas (fl. 1812-1829, Madrid, Biblioteca Nacional de España).

Les Volontaires royalistes (en espagnol : Voluntarios Realistas) sont une milice absolutiste créée en Espagne le 10 juin 1823 par la régence nommée en mai par le duc d'Angoulême, commandant en chef du corps expéditionnaire français qui avait envahi l'Espagne pour mettre fin au régime libéral instauré en 1820 après le pronunciamiento de Riego. Une grande partie des troupes royalistes organisées en France pour soutenir l'invasion française, ainsi que des membres des partidas realistas qui avaient combattu les constitutionnalistes depuis le début du Triennat libéral, intégrèrent ce corps. Les volontaires royalistes jouèrent un rôle très important dans la « terreur blanche » qui éclata dans le territoire contrôlé par la régence et qui contraignit Angoulême à intervenir en promulguant l'Ordonnance d'Andújar en août 1823. Cependant, il fut finalement contraint de faire marche arrière et la violence arbitraire et indiscriminée contre les libéraux continua.
Lorsque le 1er octobre 1823, Ferdinand VII fut « libéré » et restaura pour la deuxième fois la monarchie absolue, il ne dissolut pas le corps des Volontaires royalistes et continua à l'utiliser comme instrument de répression. La majorité de ses membres étaient des absolutistes radicaux ou « ultra-absolutistes », ce qui en fit « le bras armé de l'ultra-royalisme »,.
Il s’agissait d’une réplique absolutiste de la Milice nationale libérale établie par la Constitution de 1812 et développée durant le Triennat. Elle fut officiellement dissoute en 1833, après la mort de Fernando VII, et la plupart de ses membres rejoignirent alors les forces de l'infant Charles de Bourbon lors de la première guerre carliste.

## Origines
Lorsque l'invasion du corps expéditionnaire français commença le 7 avril 1823, pénétrant en Espagne par les provinces basques, les trois députations basques créèrent des corps des « naturales » (les « natifs ») ou des « paisanos armados » (« civils armés »), composés de volontaires chargés de maintenir l'ordre et de persécuter les libéraux, et qui refusèrent d'être soumis à l'autorité du capitaine général — en réalité, au Pays basque comme en Navarre, le corps des volontaires Royalistes ne fut pas constitué car ses fonctions furent assumées par les « paisanos armados » —. Presque en même temps, dans la ville riojane d’Ezcaray, un corps de « Voluntarios del Rey » (« Volontaires du Roi ») fut formé, sur le modèle de la Milices nationales des libéraux, et qui finit par être composé de trois compagnies. Début mai, le capitaine général de Vieille-Castille félicitait la municipalité pour les actions de ses membres et autorisait son règlement provisoire. Ce règlement servirait de base pour les « règles à observer pour la formation de corps de volontaires royalistes », publiées par la régence le 10 juin 1823.

## Histoire

### Création
En accord avec l'ordre de la Régence du 10 juin 1823, les volontaires royalistes agirent en tant que police locale, sous les ordres des corregidores et des municipalités, et sous l'autorité suprême du capitaine général, et furent chargés de maintenir l'ordre, de faire des patrouilles, de faire la garde et d'intervenir « en cas d'incendies, d'émeutes et autres événements pouvant causer des désordres populaires ». Josep Fontana souligne la grave contradiction que représentait la création du Corps des Volontaires royalistes, précédée de seulement deux jours de celle de la Superintendance générale de la Police, dont la finalité était de « prévenir et d'éviter toute dérive », car « les attributions des deux institutions se confondirent dès le début et les policiers se plaignirent souvent de voir que les volontaires incarcéraient de leur propre chef et émettaient des laissez-passer ». Selon Fontana, les Volontaires royalistes « étaient devenues une police politique, un pouvoir parallèle, et ni eux ni leurs défenseurs ultras n’étaient disposés à laisser le contrôle de l’ordre social dans les mains des agents du gouvernement ». Pour sa part, Emilio La Parra López affirme que la régence avait créé le corps « en profitant des milices levées en armes contre le constitutionnalisme, avec le double objectif de soutenir la guerre contre le système constitutionnel et d’exclure toute négociation qui pût donner lieu à l’établissement en Espagne d'un régime représentatif similaire à celui de la France. Autremen dit, sa finalité consista à en finir avec les libéraux ».
L’ordre de la régence disait que les Volontaires royalistes agiraient « jusqu'à ce que S.M daigne résoudre ce qu’il faudra pour la sécurité intérieure de ses peuples, ou jusqu’à ce que la régence du royaume considère juste sa cessation ». Lorsque Ferdinand VII récupéra le pouvoir absolu le 1er octobre 1823, il ne le dissolut pas car « sans une Armée entièrement fidèle à l’absolutisme et avec les troupes françaises casernées en des points stratégiques du territoire, les volontaires étaient la seule force armée propre dans laquelle il pouvait avoir confiance pour maintenir le nouveau régime ».

### Conflit autour du règlement
Le gouvernement tenta de contrôler les Volontaires royalistes, qui étaient devenus un pouvoir parallèle, et à la fin de février 1824, le secrétaire d’État de la Guerre José de la Cruz publia un règlement affirmant qu'était venu le temps de soumettre les volontaires à une autorité centrale et « à l'ordre monarchique » (pour ne pas tomber dans les erreurs de la Milice nationale du libéralisme qui avait fini par décider « de la convenance ou non des mesures et dispositions de leurs propres gouvernants, s'érigeant en censeurs et juges » et qui finit par devenir en « un instrument de conspiration armée permanente »). Pour «n e pas confondre les classes », comme l'avaient fait les libéraux, le règlement stipulait que les volontaires devaient être des personnes avec « des revenus, des industries ou un métier, ou une manière de vivre honnête et connue », ce qui excluait « les journaliers et tous ceux qui ne peuvent pas subvenir à leurs propres besoins et à ceux leur famille les jours où il leur faut être de service dans leur village ». Il était précisé que cette règle s'appliquait également à ceux qui étaient déjà admis (ce qui signifiait qu'ils ne pouvaient pas continuer à appartenir au corps, dont le nombre était limité à « un volontaire par soixante-quinze âmes »). Quant aux conditions que devaient remplir les candidats aux postes de « chefs » (les municipalités présentaient une liste de trois personnes aux capitaines généraux, qui les désignait à leur tour), il était stipulé qu'ils devaient « avoir des biens immobiliers importants […] ou bien une noblesse héritée de leurs ancêtres et conservée dignement ».
Le règlement fut rejeté par les volontaires royalistes à tel point qu'à la fin mars, un document prétendument écrit par le roi et transmis au nom du commandant général des Volontaires, José Aymerich, fut remis à leurs chefs, les exhortant à ne pas le respecter et à se rebeller contre les capitaines généraux qui chercheraient à l'appliquer (« mon désir est que vous fassiez savoir aux volontaires royalistes sous votre commandement, et à tous ceux des provinces par votre intermédiaire, qu'il ne soit pas respecté. Au contraire, ils doivent se réunir et coopérer pour me libérer des mains des Français ['les auteurs de cette attentat'], en résistant par la force aux capitaines généraux qui essaieront de le faire appliquer »). La situation était si grave que le superintendant général de police dénonça dans La Gaceta de Madrid’' l’inauthenticité de la circulaire. Aimerich affirma également qu’il l'avait attribuée aux libéraux. Mais la vérité était que, comme l'a écrit l'ambassadeur français dans un rapport à son gouvernement, « presque tous les volontaires royalistes ont refusé d'obéir à l'ordre qui les licenciait ».
Le gouvernement finit par céder et le règlement ne fut jamais appliqué. Comme en témoigna l'ambassadeur français à Madrid, qui affirma que le corps des Volontaires royalistes était pour la plupart constitué d'une « masse de prolétaires ». Le général Cruz fut remplacé par Aymerich qui s'empressa de promulguer le 6 septembre une ordonnance royale demandant aux capitaines généraux de trouver des ressources pour payer les vêtements à ceux qui n’en avaient pas les moyens, et leur disant que la seule chose à faire était de s'assurer que ceux qui entraient étaient des partisans résolus « du roi notre seigneur ».
En juin 1826, un nouveau règlement fut approuvé dans lequel la condition requise pour faire partie du corps était uniquement d'avoir un « mode de vie honnête ». De plus, une mention spécifique fut faite aux journaliers, car l'article dix établissait que les conseils municipaux et les fonctionnaires  « préféreraient pour les travaux qui pourraient être offerts dans les villages, et dans des circonstances égales, les volontaires royalistes, en particulier les journaliers ». En outre, une inspection générale du corps était créée, de sorte que les volontaires royalistes furent rendus indépendants de l'armée car ils ne dépendaient plus des capitaines généraux et il était établi que leur objectif suprême était de « combattre les révolutionnaires et les conspirations et d'exterminer la révolution et les conspirations ». Ce faisant, leurs plus grande aspiration était atteinte : être dirigés par un inspecteur général nommé par le roi et ne répondant que devant lui, en évitant le secrétaire d’État de la guerre et le gouvernement, ce qui leur conféra un pouvoir bien supérieur.

### Développement
Il semble que les volontaires royalistes connurent une croissance spectaculaire, passant d'environ 70 000 membres en 1824 à 284 000 en 1832, mais près de la moitié d'entre eux n'avaient ni armes ni uniformes et leur répartition était très irrégulière, étant donné que les trois quarts d'entre eux se trouvaient dans les régions de Vieille-Castille, Nouvelle-Castille, Galice, au Pays valencien, dans les anciens royaumes de Murcie et de Grenade — en Catalogne, par exemple, il y en avait un peu plus de 10 000 —. Comme l'indique Josep Fontana, « la condition de volontaire donnait à ses membres, pour la plupart issus de milieux modestes, une valorisation sociale, des revenus qui permettaient aux journaliers sans travail de subsister et un accès privilégié aux emplois locaux ». Une évaluation partagée par Emilio La Parra : « l'appartenance à ce corps était un signe d'adhésion au régime absolu et, pour beaucoup, l'espoir d'obtenir un emploi, ce qui facilita la croissance rapide de l'affiliation ». Selon Fontana, cette croissance était également due au « rêve populiste qui les conduisait [les royalistes] à regarder en arrière, vers la récupération d'un passé idyllique qui n'avait jamais existé », comme c'était le cas de nombreux paysans et artisans. « Le prolétaire qui s'engageait dans les rangs des volontaires royalistes devenait plus important que les riches du village et pouvait les intimider. Le royalisme lui donnait au minimum un salaire, des armes, un certain pouvoir et un nouveau sens de la dignité ».
Le corps des Volontaires royalistes avait un rôle de complément de la répression institutionnalisée contre les libéraux, mais en de nombreux endroits, il arriva qu'ils exercent un pouvoir de facto, comme en témoigne un document faisant référence aux à ceux de Cifuentes (Guadalajara), dans lequel il était dit qu'« ils s’étaient proposés de subsister aux dépens des riches qu'ils insultaient et menaçaient en les désignant avec l’épithète de negros [« noirs »], c'est-à-dire de libéraux ». Un rapport de police de 1825 affirmait que « l'émigration en France de tous les propriétaires terriens et les gens riches des Provinces basques est généralisée, car ils ne peuvent supporter les insultes, les vexations et les agressions des Volontaires royalistes et de la population pauvre du village ». Comme le souligne Juan Francisco Fuentes, « une grande partie de la violence politique et sociale de la Décennie abominable doit être imputée à l'action, souvent incontrôlée, des volontaires royalistes ». Il ajoute: « Ce radicalisme social et politique, qui unit la haine des riches à celle des libéraux, fera du Corps des Volontaires Royalistes un foyer permanent d'agitation contre le gouvernement, que beaucoup d'entre eux accusaient de complicité avec les negros » . Emilio La Parra souligne également qu'ils pratiquaient « des arrestations arbitraires », allant même, « dans de nombreux cas », jusqu'à « désobéir aux autorités, voire usurper leurs attributions ». « Ils agirent, en fin de compte, comme le bras armé populaire contre le réformisme des ministres [royalistes] modérés ». En septembre 1824, le superintendant général de la police, Mariano Rufino González, se plaignait « des nouvelles qui me viennent de toutes parts selon lesquelles il n'y a généralement que des rivalités haineuses, des affrontements funestes, une opposition ouverte et scandaleuse entre la police et les autres corporations ». Pour leur part, les évêques avertirent le gouvernement des risques causés par leur « zèle ardent et peut-être sanguinaire ».
Les volontaires royalistes étaient sous les ordres des municipalités, qui fournissaient les ressources nécessaires et se chargeaient du recrutement. Comme le souligne Josep Fontana, « les oligarchies locales préféraient ces forces plus proches, qu'elles pouvaient facilement manipuler, à une police d'État centralisée ».
L'implication des volontaires royalistes dans la guerre des Mécontents (1827) et l’absence de contrôle sur leurs actions conduisit la Couronne et les institutions locales à se méfier de plus en plus d'eux et à envisager leur dissolution, surtout lorsqu'ils rangèrent du côté de don Carlos dans le conflit de succession à la fin du règne de Ferdinand VII. Comme le remarqua le marquis de las Amarillas en 1832, « le roi souhaitait les conserver, mais l'intérêt de la cause de sa fille Isabelle II conseillait de les affaiblir, s'il n'était pas possible de les détruire ».
Le corps était organisé en 486 bataillons d’infanterie, 29 compagnies d’artillerie, 52 esquadrons de cavalerie et quelques compagnies de sapeurs[réf. nécessaire].